# Česim (Konjic, BiH)
Česim je naseljeno mjesto u općini Konjic, Federacija Bosne i Hercegovine, BiH.

## Povijest
Nakon potpisivanja Daytonskog mirovnog sporazuma izdvojeno je istoimeno naseljeno mjesto koje je pripalo općini Nevesinje koja je ušla u sastav Republike Srpske.

## Stanovništvo
Prema popisima iz 1991. i 2013. godine bilo je bez stanovnika.